# Leucochrysa gossei
Leucochrysa gossei är en insektsart som först beskrevs av Douglas E. Kimmins 1940.  Leucochrysa gossei ingår i släktet Leucochrysa och familjen guldögonsländor. Inga underarter finns listade i Catalogue of Life.